# صلصة هولندية
الصلصة الهولندية هي صلصة تتكون من صفار البيض والخل والزبدة وبعض المكونات الأخرى.